# Carlo Colonna
Carlo Colonna (1665–1739) foi um cardeal católico romano.

## Biografia
Carlo Colonna nasceu em 17 de novembro de 1665 em Roma, Itália, o terceiro filho de Lorenzo Onofrio Colonna, príncipe e duque de Paliano, e Maria Mancini, sobrinha do cardeal Jules Raymond Mazarin.